# Pogostemonòidies
Pogostemonoideae és una subfamília d'angiospermes que pertany a la família de les lamiàcies.

## Gèneres
Anisomeles - Colebrookea - Comanthosphace - Leucosceptrum - Pogostemon - Rostrinucula